# Ghardaïa
Ghardaïa (in arabo ولاية غرداية, in berbero Taγerdayt) è una città dell'Algeria, capoluogo della provincia omonima.

## Geografia
La città è il principale insediamento della valle dello Mzab, luogo di rifugio degli appartenenti alla setta islamica degli Ibaditi dopo il crollo del regno di Tahert; conserva ancora oggi gran parte della sua architettura medievale, parte della quale è stata dichiarata Patrimonio dell'umanità UNESCO.
Il comune di Ghardaïa ha una popolazione di 93.423 abitanti secondo il censimento del 2008, dai 87.599 del 1998, con un tasso di crescita annuo del 0,7%. Si trova nella Algeria centro-settentrionale, nel deserto del Sahara e sorge lungo la riva sinistra dello Mzab. Ghardaïa è stata inserita nel Patrimonio mondiale dell'UNESCO nel 1982, come un bene culturale valutato in base ai criteri II (per il suo insediamento che ha influenzato l'urbanistica anche del secolo attuale), III (per i suoi valori culturali legati alla tradizione ibadita) e V (un insediamento la cui cultura si è preservata fino al secolo attuale).
Ghardaïa fa parte di una cosiddetta pentapoli, cioè un insieme di cinque insediamenti collinari. Ghardaïa è circondata dagli altri quattro: Melika, Beni Isguen, Bou Noura e El Atteuf. Venne costruita quasi mille anni fa nella valle di Mzab dai Mozabiti, facenti parte della setta musulmana ibadita, composta da musulmani non arabi, tra cui molti berberi.
Si tratta di un importante centro di produzione di datteri e di fabbricazione di tappeti e tessuti. È una città fortificata suddivisa in tre settori circondati da mura. Al centro è la zona storica mozabita, con una moschea dal minareto piramidale ed una piazza con portici. Notevoli le case bianche, rosa e rosso, costruite con sabbia, argilla e gesso, caratterizzate da tetti a terrazza e porticati.

## Cultura
Nel suo libro pubblicato nel 1963, La forza delle cose, la filosofa esistenzialista francese Simone de Beauvoir descrisse Ghardaïa come "un dipinto cubista splendidamente costruito".